# 黃玉郎
黃玉郎（1950年3月27日—），原名黃振隆，早期筆名為黃玄生。出生于廣東省江門市，香港著名漫畫家，香港漫畫界教父級人物，為香港第一大漫畫出版集團玉郎集團（今文化傳信）、玉皇朝創辦人，所出版之漫畫不但在香港極受歡迎，在東南亞、臺灣及中國大陸等華人地區也佔重要地位。

## 簡歷

### 少年時期
黃玉郎6歲移居香港，於觀塘雞寮徙置區9座長大，曾就讀聖神第二校（現為天主教佑華小學）和聖公會聖本德中學，至13歲輟學，到《時代漫畫日報》當實習生，無工資，包食宿，仍是靠投稿漫畫維生。15歲與友人合伙創業，卻無疾而終。直至《龍虎門》的出現，震撼了漫畫界。他引入日本漫画的造型设计﹑编绘手法，结合了中国传统的连环图形式，开创了香港漫画新纪元。
黃玉郎自立門戶之前，曾在丁小香旗下丁香圖書公司工作，丁建議將黃玄生改名為「黃玉郎」。1970年，黃玉郎自資創辦「鑽石出版社」，出版了《小流氓》（後改名「龍虎門」）、《小魔神》、《小蛇王》、《摔角小魔王》、《飛斧仙童》等連環圖。其中以《小流氓》廣受歡迎，銷量最為成功，成為其漫畫事業的轉捩點。
《小流氓》是以專門鋤強扶弱，打倒黑社會勢力作主題的「龍虎門」，是港式技擊漫畫的元祖。黃玉郎懂得以少年為主角，輔以易於上口的武功絕技、黑幫組織、暴力、血腥等商業元素，令《小流氓》開啟了前無古人的港式功夫技擊漫畫新路線。
由於《小流氓》的成功，導致這種類型漫畫如雨後春筍充斥市場，更引起兒童青少年模仿漫畫內容，嘗試以暴力解決不滿。政府在社會壓力下，於1975年正式通過「不良刊物條例」（已由《淫褻及不雅物品管制條例》 （页面存档备份，存于）取代）。因此過度暴力、血肉橫飛、色情變態的《小流氓》被逼改名《龍虎門》。內容亦由本地黑社會廝殺為主，改為天馬行空的外國幫派，色情暴力全部收歛，才得以繼續生存。
1970年代初期，黃玉郎把漫畫製作推向整體化，更奉行師徒制度；黃玉郎先收「三劍俠」，再有「四大家將」，並結合後期的一群助理，統稱「御林軍」（黃玉郎則自號「玉郎大帝」）。但所謂的師徒制度，其實不過是僱主與僱員的關係。黃玉郎更首創如同工廠生產線的「流水作業」式製作漫畫方法。
1977年9月創辦漫畫報紙《金報》及其後的姊妹報《生報》，提供平台予新秀漫畫家刊登作品。

### 玉郎集團時期
1980年代中期，黃玉郎將上官小寶、上官小威一系的漫畫公司全面收購，開啟了香港漫畫史上的壟斷時代。壟斷期間，漫畫製作依舊是百花爭艷；《中華英雄》、《少林奇兵》、《玉郎漫畫》、《壽星仔》和《怪異集》，都是這段時期製作的漫畫。
黃玉郎基業多元化，涉及漫畫、雜誌、報紙、印刷、分色和發行等業務。1986年玉郎集團（文化傳信前身）正式上市，股價由上市時的港幣$1.18急升至八七股災前的$4高位。黃玉郎曾於漫畫專欄及著作《十億浮華夢》及《獄中虎》中，提及80年代高峰時身家俞10億港元。然而經過87股災的洗禮，影響集團財政、股價大跌至六毫，埋下被收購的伏線 ，還要面對因過份投資股市，而欠下巨債俞半億。股災後他不甘損失，更串同胞妹及祕書於1988年至1990年期間，涉做假數訛騙公司3,000多萬公款，而被廉政公署拘控，於1991年1月17日被判入獄4年，1993年刑滿出獄。 1990年胡仙與旗下的上市公司星島集團合組公司，借錢1億3,000萬港元予黃玉郎，以用作贖回抵押予錢國忠和林建名的玉郎集團近四成股份，而胡仙及星島集團本身已共擁有三成股權。最後星島集團取代了黃玉郎成為大股東。 其後玉郎國際集團有限公司則改名為「文化傳信有限公司」。

### 玉皇朝時期
1993年，黃玉郎出獄後，得大弟子祁文傑全力協助下創立「玉皇朝」，力邀邱福龍、許景琛等舊主筆加盟。首作品《天子傳奇》甚具聲勢。但時間一久，水準就把持不來；而後來《天子傳奇 貳》、《義勇門》、《001》、《大劍師》和《流氓天子》的銷量也都不復當年。
1998年，黃玉郎解僱祁文傑，並辭退徐大寶和嚴志超；公司上下經過多個月來的內部改革和準備後，《神兵玄奇》正式推出。《神兵玄奇》非常成功，在不景氣的漫畫市場中帶來新希望；甚至後來的《天子傳奇 肆》也得到甚佳的口碑。
2000年，黃玉郎獲文化傳信同意下重新出版《龍虎門》，並易名作《新龍虎門》，為這本老牌漫畫注入新元素。
現時玉皇朝所出版的漫畫黃玉郎為出品人，繪畫工作都已交給鄺彬強、胡紹權、林業慶等主筆，以及旗下助理團。
2007年，黃玉郎獲美國紐卡索大學頒授榮譽博士，榮獲世界傑出華人基金會頒發的《世界傑出華人獎》，肯定其對推動動漫文化方面的貢獻。

### 個人生活
1971年與同為漫畫家的馬夢妮結婚，育有二子一女，1987年離婚。
1988年與女星黎姿发展了一段忘年恋，两年后分手。
1999年，與1980年代麗的電視女藝人倪詩蓓相戀，翌年育有一子(患有自閉症)，並沒有註冊結婚，兩人2004年分手。
2013年，和女星林熹瞳傳緋聞，兩人還合開電影公司。
2017年8月，老友黃百鳴見證下，向小37歲的女友Cass Fong下跪求婚，終於在2019年2月修成正果。

## 個人及其集團出版之作品
- 《笑畫世界》：1963年和胞兄合作的第一本印刷成書漫畫，印刷量為八千本。[5]
- 《柔道魔童》
- 《小魔神》
- 《小傻仙》
- 《超人之子》
- 《金童》
- 《小流氓》：1969年出版，至第99期後改名《龍虎門》
- 《龍虎門》：1975年出版，即原先的《小流氓》
- 《龍虎門新傳》：1979年出版（與張萬有合編）
- 《醉拳》：1981年3月出版
- 《如來神掌》：1982年2月出版
- 《天子傳奇》：1993年8月出版，講述周朝開國天子姬發的漫畫
- 《義勇門》：1994年7月出版，武俠漫畫
- 《龍虎5世》：1995年7月出版，原創科幻搏擊漫畫
- 《001》：1996年2月出版，一開始以諜報為劇情的漫畫
- 《小魔神》：1996年7月出版，邱福龍主筆，重繪版
- 《天子傳奇2-秦皇篇》：1996年9月出版，講述秦朝開國皇帝秦始皇的漫畫
- 《大劍師》：1997年1月出版，混合中西武俠的漫畫
- 《龍虎5世V征服者》：1997年7月出版，龍虎5世第2輯，原創科幻搏擊漫畫
- 《天龍八部》：1997年7月出版，改編自金庸武俠小說的漫畫
- 《流氓天子》：1998年1月出版，講述西漢朝開國皇帝劉邦的漫畫
- 《龍虎5世W戰神記》：1998年7月出版，龍虎5世第3輯，原創科幻搏擊漫畫
- 《超人Tiga》：1998年7月出版，邱福龍主筆，改編自日本特攝影片的漫畫
- 《霹靂》：1998年7月出版，原創的科幻搏擊漫畫
- 《神兵玄奇》：1999年3月出版，原創的奇幻武俠漫畫
- 《龍神》：1999年7月出版，邱福龍主筆，原創科幻搏擊漫畫
- 《神鵰俠侶》：1999年12月出版，改編自金庸武俠小說的漫畫
- 《天子傳奇四大唐威龍》：1999年5月出版，講述唐代皇帝李世民的漫畫
- 《新著龍虎門》（1-1046，1272至今）：2000年6月出版，將過去的龍虎門重新改編的漫畫
- 《大霹靂》：2000年8月出版，鄭問主筆，改編自台灣布袋戲的漫畫
- 《新大霹靂》：2001年6月出版，林業慶主筆，改編自台灣布袋戲的漫畫
- 《天子之如來神掌》：2001年5月出版，講述宋代開國皇帝趙匡胤的漫畫
- 《大唐雙龍傳》：2001年7月出版，改編自黃易武俠小說的漫畫
- 《神兵玄奇貮》：2002年1月出版，原創的奇幻武俠漫畫，延續上一部的劇情
- 《神兵外傳》：2002年3月出版，講述神兵系列中諸多兵器誕生由來的漫畫
- 《侠客行》：2002年7月出版，林業慶主筆，改編自金庸武俠小說的漫畫
- 《大聖王》：2002年8月出版，邱福龍主筆，改編自西遊記的奇幻漫畫
- 《四大名捕》：2003年3月出版，由司徒劍橋主筆，玉皇朝出版，改編自溫瑞安武俠小說的漫畫
- 《蝙蝠俠》：2003年8月出版，玉皇朝與美國DC漫畫合編的作品
- 《神兵3》：2003年12月出版，原創的奇幻武俠漫畫，講述五代十國的神兵武俠漫畫
- 《神兵前傳-巔峰終戰》：2004年4月出版，主題圍繞在神兵系列經典人物武勇與玄天邪帝間爭戰的漫畫
- 《神兵科幻紀》：2004年5月出版，獨立於神兵系列之外的科幻武俠漫畫
- 《說英雄誰是英雄》：2004年6月出版，葉明發主筆，改編自溫瑞安武俠小說的漫畫
- 《神兵前傳2-不滅傳說》：2005年3月出版，主題圍繞在神兵系列經典人物問天一家人與印度神祇間的漫畫
- 《神兵3.5》：2005年6月出版，延續《神兵3》劇情的漫畫
- 《霹靂2-霹靂狂龍》：2005年7月出版，將先前草草收尾的《霹靂》重新改編繪製的漫畫。
- 《神兵前傳3-亂世英雄》：2005年9月出版，主題圍繞在神兵系列經典人物四大世家的漫畫
- 《射雕英雄傳》：2005年9月出版，改編自金庸武俠小說的漫畫
- 《神兵前傳4-玄天邪帝》：2006年3月出版，主題圍繞在神兵系列經典人物玄天邪帝的漫畫
- 《電影龍虎門》：2006年3月出版，龍虎門 (2006年電影)版的改編作品
- 《白髮鬼》：2006年4月出版，司徒劍橋掛名主筆的作品，原創短篇武俠漫畫
- 《鹿鼎記》：2006年4月出版，改編自金庸武俠小說的漫畫
- 《邊荒傳說》：2006年5月出版，改編自黃易武俠小說的漫畫
- 《神兵前傳5-萬神之神》：2006年8月出版，將中西神話元素揉合在一起的奇幻武俠漫畫
- 《笑傲星河》：2006年7月出版，何志文主筆，玉皇朝出版，內容為未來科幻搏擊漫畫
- 《神兵F》：2006年11月出版，發生在清朝時代的神兵系列故事
- 《天子傳奇6之洪武大帝》：2006年12月出版，講述明朝皇帝朱元璋的漫畫
- 《創世神兵》：2007年7月出版，原創故事，獨立於神兵系列之外
- 《新著龍虎門前傳 火雲邪神》：2007年7月出版，原創故事，與《新著龍虎門》的故事同時並行
- 《新著龍虎門前傳 王小龍傳》：2007年12月出版，原創故事，與《新著龍虎門》的故事同時並行
- 《神兵4》：2008年2月出版，原創故事，獨立於神兵系列之外，邱福龍自組個人工作室的創業代表作
- 《新著龍虎門前傳 王風雷傳》：2008年6月出版，共2輯，原創故事，與《新著龍虎門》的故事無關
- 《神掌龍劍飛》：2008年7月出版
- 《黃玉郎醉拳》：2008年12月出版
- 《神兵玄奇F2》：2009年7月出版
- 《春秋戰雄》：2010年1月出版
- 《新著龍虎門前傳 火雲邪神傳》：2010年7月出版，與《新著龍虎門》的故事無關
- 《新著龍虎門前傳 石黑龍傳》：2012年6月出版，共3部，部份與《新著龍虎門》的故事有關
- 《神兵問天》：2013年7月出版
- 《新著龍虎門外傳 東方真龍》：2014年5月出版，舊著龍虎門之續集
- 《新著龍虎門外傳 皇者之路》：2016年1月出版，續《火雲邪神傳》的故事
- 《龍虎5世3世仇》：2020年5月出版，龍虎5世第4輯
- 《天妖玄奇》：2021年3月出版
- 《英雄十八》：2022年12月出版
- 《神兵外傳之鳳皇靈威》：2024年1月出版